# Twig (motor de plantillas)
Twig es un motor de plantilla para el lenguaje de programación PHP. Su sintaxis origina de Jinja y las plantillas Django. Es un producto de código abierto autorizado bajo Licencia BSD y mantenido por Fabien Potencier.  La versión inicial estuvo creada por Armin Ronacher. El framework Symfony2 para PHP viene con un soporte incluido para Twig como su motor de plantilla por omisión.

## Ejemplo
El ejemplo abajo demuestra algunos características básicas de Twig.
```
{%
 
extends
 
"base.html"
 
%}

{%
 
block
 
navigation
 
%}

    
<
ul
 
id
=
"navigation"
>

    
{%
 
for
 
item
 
in
 
navigation
 
%}

        
<
li
>

            
<
a
 
href
=
"
{{
 
item.href
 
}}
"
>

                
{%
 
if
 
item.level
 
==
 
2
 
%}
&nbsp;&nbsp;
{%
 
endif
 
%}

                
{{
 
item.caption
|
upper
 
}}

            
</
a
>

        
</
li
>

    
{%
 
endfor
 
%}

    
</
ul
>

{%
 
endblock
 
navigation
 
%}

```

Twig define tres clases de delimitadores:
- {% ... %}, se utiliza para ejecutar declaraciones, como pueden ser los bucles for.
- {{ ... }}, se utiliza para imprimir el contenido de variables o el resultado de evaluar una expresión.
- {# ... #}, se utiliza para añadir comentarios en las plantillas. Estos comentarios no son incluidos en la página renderizada.

## Características
- Flujo de control complejo
- Escapado automático
- Plantillas heredadas
- Filtros de variables
- Soporte i18n (Gettext)
- Macros
- Completamente extensible[3]